# Cordylus cloetei
Espèce
Statut de conservation UICN

 LC  : Préoccupation mineure
Statut CITES
Cordylus cloetei est une espèce de sauriens de la famille des Cordylidae.

## Répartition
Cette espèce est endémique du Cap-du-Nord en Afrique du Sud. Elle a été découverte dans le Karoo Hoogland dans le Namakwa.

## Étymologie
Cette espèce est nommée en l'honneur de Jos Cloete, propriétaire de la ferme où a été découverte l'espèce.

## Publication originale
- Mouton & Van Wyk, 1994 : Taxonomic status of geographical isolates in the Cordylus minor complex (Reptilia: Cordylidae): A description of three new species. Journal of the Herpetological Association of Africa, vol. 43, p. 6-18.